# 黄尔梅
黄尔梅（1951年12月—），女，汉族，广东中山人，中华人民共和国政治人物。北京大学法律系刑法专业毕业，法学硕士。曾任中华人民共和国最高人民法院副院长、审判委员会委员，二级大法官；是中华人民共和国历史上第二位最高人民法院女副院长。第十二届全国政协委员。

## 生平
黄尔梅于1968年9月参加工作。1976年6月加入中国共产党。经历了十年多农村、军营、工厂生活后，于1979年考入北京大学法律系。1983年本科毕业后，被分配到最高人民法院工作；后重返北京大学攻读在职研究生；此后一直法院系统任职，曾任北京市高级人民法院常务副院长。
2000年，黄尔梅回到最高人民法院；历任审判监督庭副庭长，立案庭庭长、高院审判委员会委员，刑事审判一庭庭长、审委会副部级专职委员；2007年2月，获任二级大法官；2011年10月29日，在第十一届全国人民代表大会常务委员会第二十三次会议上，被任命为最高人民法院副院长；成为继马原之后，该院历史上第二位女性副院长。2015年12月，第十二届全国人民代表大会常务委员会第十八次会议表决，被免去最高人民法院副院长、审判委员会委员、审判员职务。